# جایزه بزرگ بریتانیا ۱۹۶۹
جایزه بزرگ بریتانیا ۱۹۶۹ (انگلیسی: ‎1969 British Grand Prix‎) یک مسابقهٔ موتوری در رشتهٔ اتومبیل‌رانی فرمول یک بود که در تاریخ ۱۹ ژوئیهٔ ۱۹۶۹ در پیست سیلورستون واقع در سیلورستون، بریتانیا برگزار شد. این گراند پری در میان ۱۱ گراند پری در فصل ۱۹۶۹، مسابقهٔ شمارهٔ ۶ بود.
در این مسابقه که در ۸۴ دور و به مسافت ۳۹۵٫۷۲۴ کیلومتر (۲۴۵٫۸۹۱ مایل) برگزار شد، پول پوزیشن توسط جوهن رایندت کسب شد و سریع‌ترین زمان برای طی یک دور پیست که برابر با ۱:۲۱٫۳ بود نیز توسط جکی استوارت به ثبت رسید.
جکی استوارت از تیم ماترا-فورد، ژاکی ایکس از تیم برابام-فورد و بروس مک‌لارن از تیم مک‌لارن-فورد به‌ترتیب مقام‌های اول تا سوم مسابقه را کسب کردند.

## رده‌بندی قهرمانی پس از مسابقه
|       | جایگاه | راننده      | امتیاز |
| ----- | ------ | ----------- | ------ |
|       | ۱      | جکی استوارت | ۴۵     |
| ۲     | ۲      | بروس مک‌لارن | ۱۷     |
| ۱     | ۳      | گراهام هیل  | ۱۶     |
| ۱     | ۴      | جو سیفرت    | ۱۳     |
| ۲     | ۵      | ژاکی ایکس   | ۱۳     |
| منبع: |        |             |        |

|       | جایگاه | سازنده      | امتیاز  |
| ----- | ------ | ----------- | ------- |
|       | ۱      | ماترا-فورد  | ۴۵      |
|       | ۲      | لوتوس-فورد  | ۲۵      |
|       | ۳      | مک‌لارن-فورد | ۲۰ (۲۲) |
|       | ۴      | برابام-فورد | ۱۹      |
|       | ۵      | فراری       | ۴       |
| منبع: |        |             |         |

یادداشت
- تنها پنج جایگاه نخست از هر رده‌بندی نمایش داده شده‌است.